# 天主教基拉卢教区
天主教凱里教區（拉丁語：Dioecesis Laoniensis）是愛爾蘭一個羅馬天主教教區。屬卡舍爾暨埃姆利總教區。始於6世紀。

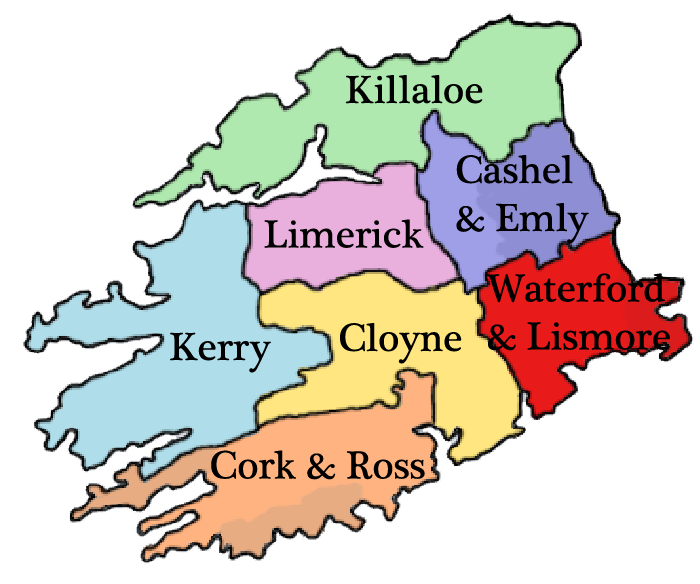
凱里教區管轄範圍圖

範圍包括克萊爾郡、北蒂珀雷里郡、奧法利郡、利默里克郡、萊伊什郡一部。2007年，在當地121,374人口中，有教友113,774人，佔轄區總人口93.7%、58個堂區、142名司鐸、42名修士、189名修女。現任教區主教為基蘭‧奧拉利。